# Micrurus filiformis
Espèce
Synonymes
- Elaps filiformis Günther, 1859

Micrurus filiformis est une espèce de serpents de la famille des Elapidae. 

## Répartition
Cette espèce se rencontre en Colombie, en Équateur, au Pérou et au Brésil. 

## Publication originale
- Günther, 1859 : On the genus Elaps of Wagner. Proceedings of the Zoological Society of London, vol. 1859, p. 79-89  (texte intégral).